# Агриз (станція)
Агриз — велика сортувальна станція Іжевського регіону Горьківської залізниці. Розташована в місті Агриз республіки Татарстан.
Є важливим вузлом залізничних ліній на Казань, Єкатеринбург, Іжевськ і Акбаш. Для прийому поїздів далекого прямування в східному і північному напрямках і приміських (Іжевських) електропоїздів використовуються три платформи перших численних колій, потяги дальнього слідування західного напрямку зупиняються на дальніх коліях, перехід до будівлі вокзалу по пішохідному мосту.
Залізничний вокзал станції суміщений з автовокзалом.

## Історія
Станція і великі залізничні майстерні при ній є містоутворюючим підприємством Ариза, який з невеликого села став великим селищем в зв'язку з будівництвом Свердловської залізниці (Казань-Єкатеринбург) і основою на ній даної станції в 1915.
Попередню невелику і неопалювану будівлю вокзалу на станції було споруджено в 1965 році.
Між двома зупинковими майданчиками «3 км» і «Горочний пост», які знаходяться на паралельних лініях, що йдуть в сторону Іжевська, є відстійник («цвинтар») вагонів, де раніше можна було побачити велику кількість «теплушок» та інших вагонів довоєнної побудови.
До 2003 року спільним фінансуванням ДЗД і Татарстану на станції було споруджено нову будівлю вокзалу з подібним палацу зовнішнім виглядом, одну з найбільших і найкрасивіших серед вокзалів в Татарстані і ДЗД, яка стала однією з головних міських визначних пам'яток. Вартість будівництва склала 123 млн рублів. Загальна місткість вокзального комплексу площею 2125 кв. м. — 3600 осіб, в тому числі в залі очікування площею 1052 кв. м. — 400 пасажирів. На першому поверсі будівлі діють також автобусна станція, багажне відділення, камери схову, ресторан, кафе та інші сервіси для пасажирів, на другому поверсі — кімнати відпочинку та готель. Стіни будівлі облицьовані мармуром і іншим природним каменем, черепичний дах має куполи і шпилі, підлогу викладено гранітом. На привокзальній площі було облаштовано сквер. Вокзал був відкритий 11 листопада 2003 за участі президентів Татарстану і Удмуртії М. Ш. Шаймієва і О. О. Волкова і президента ВАТ «Російські залізниці» Г. М. Фадєєва.
У 2012 у зв'язку з відкриттям транзитного вокзалу Казань-2 на станцію Агриз зі знову спорудженою потужною насосною станцією і високотехнологічною мусорозборкою були перенесені заправка водою і утилізація сміття поїздів напрямку.

## Дальнє слідування по станції
За графіком 2020 року через станцію курсують такі поїзди далекого прямування:

### Цілорічне рух поїздів
| № потяга                | Маршрут руху                 | № потяга                | Маршрут руху                |
| ----------------------- | ---------------------------- | ----------------------- | --------------------------- |
| 15 «Урал»               | Єкатеринбург — Москва        | 16 «Урал»               | Москва — Єкатеринбург       |
| 25 «Двухэтажный состав» | Іжевськ — Москва             | 26 «Двухэтажный состав» | Москва — Іжевськ            |
| 45                      | Єкатеринбург — Кисловодськ   | 46                      | Кисловодськ — Єкатеринбург  |
| 51                      | Іжевськ — Нижній Новгород    | 52                      | Нижній Новгород — Іжевськ   |
| 59 «Тюмень»             | Нижньовартовськ — Москва     | 60 «Тюмень»             | Москва — Нижньовартовськ    |
| 75                      | Єкатеринбург — Сімферополь   | 76                      | Сімферополь — Єкатеринбург  |
| 81                      | Улан-Уде — Москва            | 82                      | Москва — Улан-Уде           |
| 89                      | Петропавловськ — Москва      | 90                      | Москва — Петропавловськ     |
| 95                      | Барнаул — Москва             | 96                      | Москва — Барнаул            |
| 105                     | Нижньовартовськ — Волгоград  | 106                     | Волгоград — Нижньовартовськ |
| 112/111                 | Кругле Поле — Москва         | 112/111                 | Москва — Кругле Поле        |
| 117                     | Новокузнецьк — Москва        | 118                     | Москва — Новокузнецьк       |
| 127/128                 | Іжевськ — Екатеринбург       | 127/128                 | Екатеринбург — Іжевськ      |
| 135                     | Барнаул — Москва             | 136                     | Москва — Барнаул            |
| 139                     | Барнаул — Адлер              | 140                     | Адлер — Барнаул             |
| 303                     | Алма-Ата — Казань            | 304                     | Казань — Алма-Ата           |
| 315                     | Ташкент — Казань             | 316                     | Казань — Ташкент            |
| 325                     | Перм — Новоросійськ          | 326                     | Новоросійськ — Перм         |
| 335                     | Єкатеринбург — Новороссійськ | 336                     | Новоросійськ — Єкатеринбург |
| 353                     | Перм — Адлер                 | 354                     | Адлер — Перм                |
| 367                     | Кіров — Кисловодськ          | 368                     | Кисловодськ — Кіров         |
| 377                     | Новий Уренгой — Казань       | 378                     | Казань — Новий Уренгой      |

### Сезонний рух поїздів
| № потяга | маршрут руху                                  | № потяга | маршрут руху                                  |
| -------- | --------------------------------------------- | -------- | --------------------------------------------- |
| 233      | Єкатеринбург — Імеретинський курорт           | 234      | Імеретинський курорт — Єкатеринбург           |
| 451      | Іжевськ — Адлер                               | 452      | Адлер — Іжевськ                               |
| 497      | Іжевськ — Адлер                               | 498      | Адлер — Іжевськ                               |
| 507      | Іжевськ — Новоросійськ                        | 508      | Новоросійськ — Іжевськ                        |
| 515      | Іжевськ — Анапа                               | 516      | Анапа — Іжевськ                               |
| 521      | Приоб'є — Новоросійськ                        | 522      | Новоросійськ — Приоб'є                        |
| 591      | Приоб'є — Перм — Анапа                        | 592      | Анапа — Перм — Приоб'є                        |
| 595      | Новий Уренгой — Тюмень — Єкатеринбург — Анапа | 596      | Анапа — Єкатеринбург — Тюмень — Новий Уренгой |

## Галерея

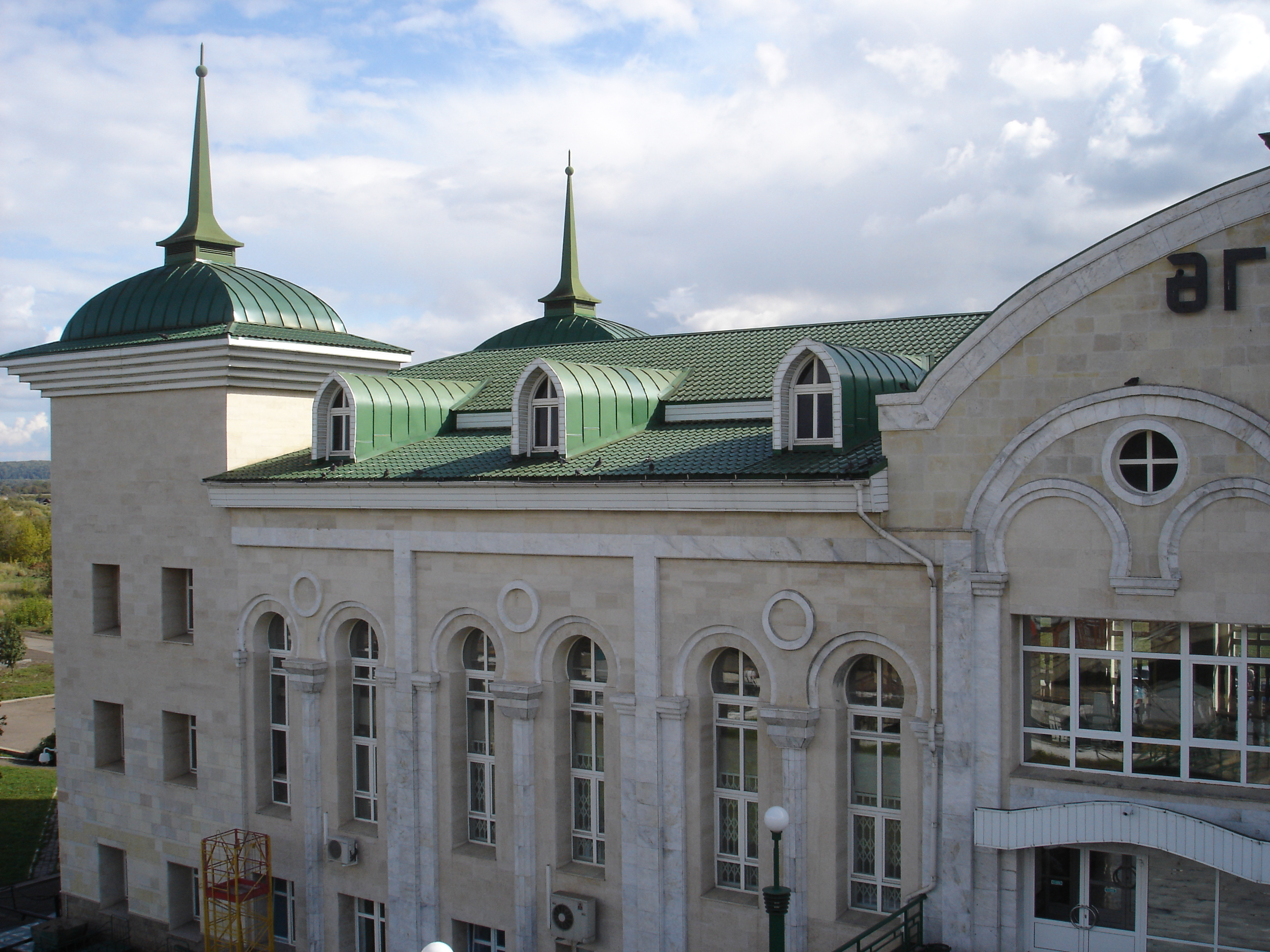
Будівля вокзалу. Загальний вигляд на ліве крило фронтисписа.
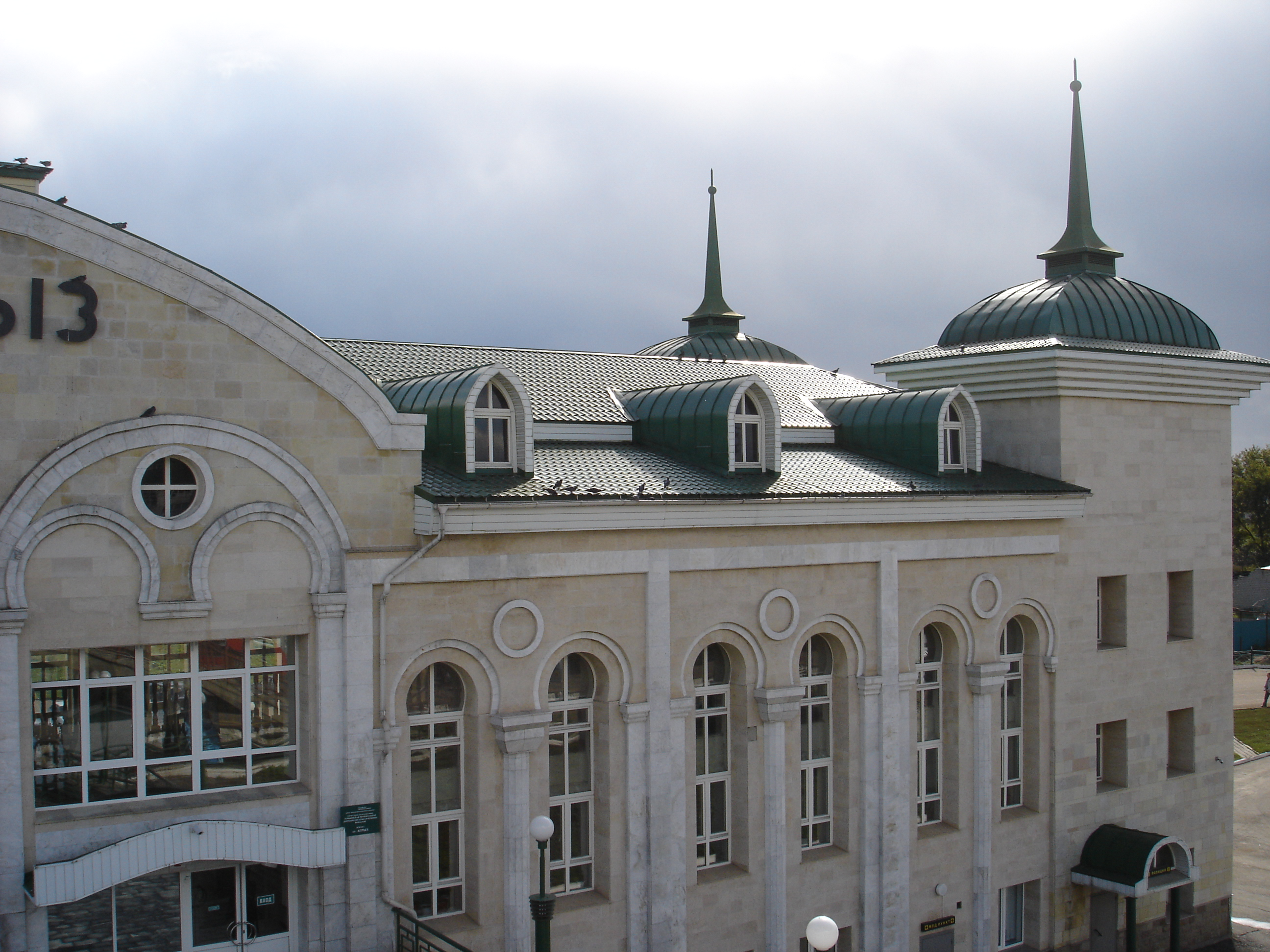
Будівля вокзалу. Загальний вигляд на праве крило фронтисписа.
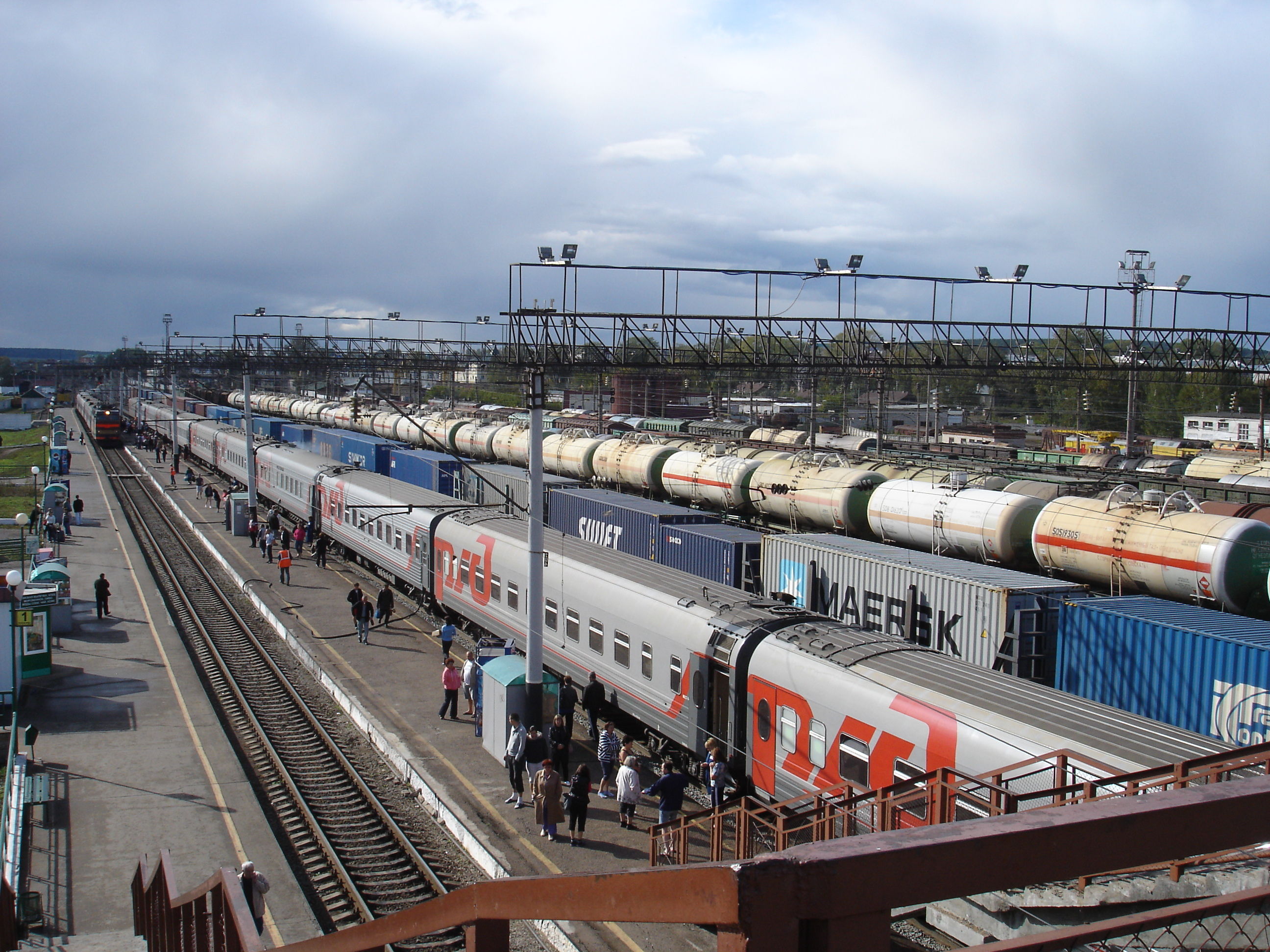
Загальний вигляд станції
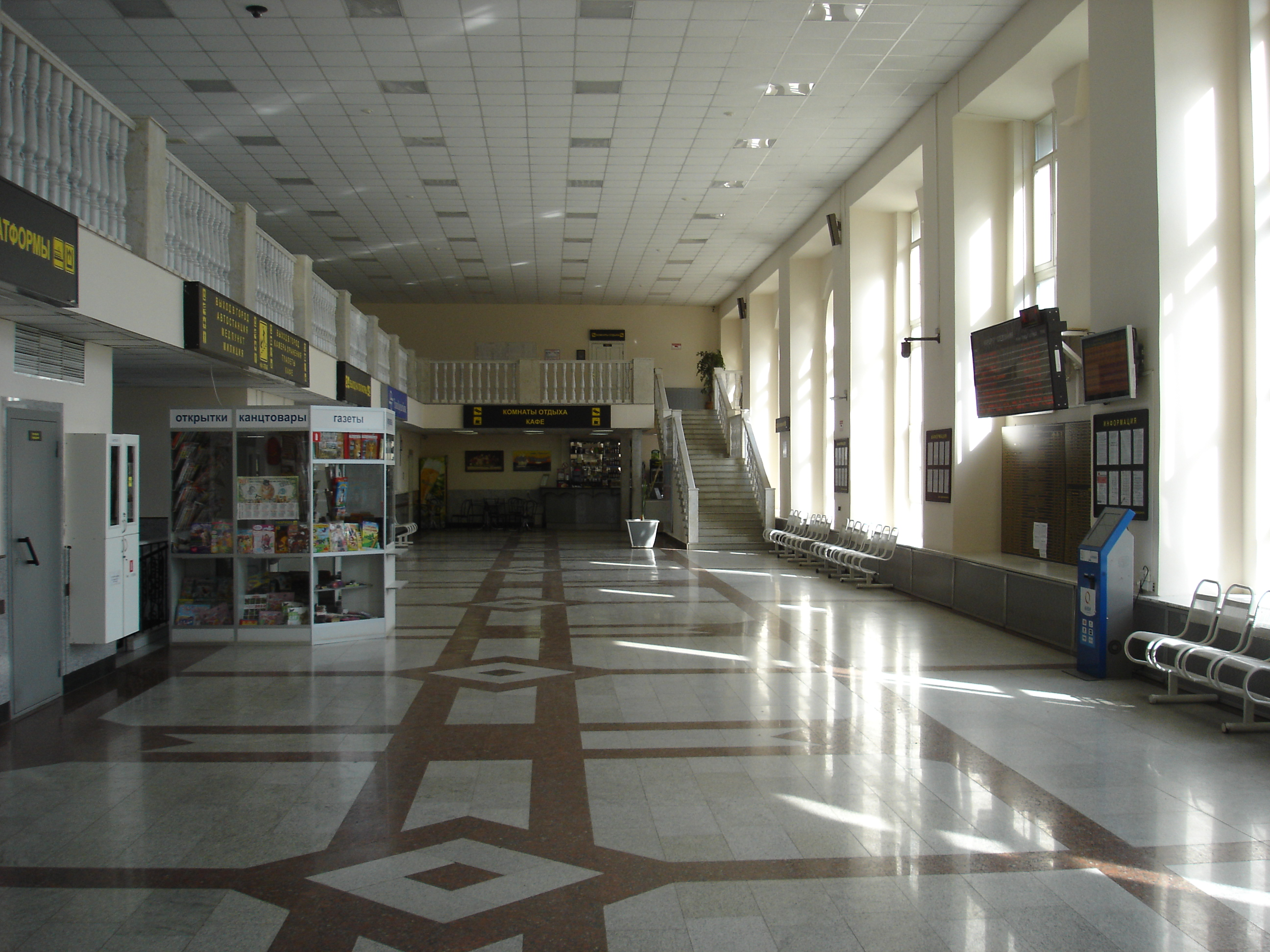
Зал очікування вокзалу
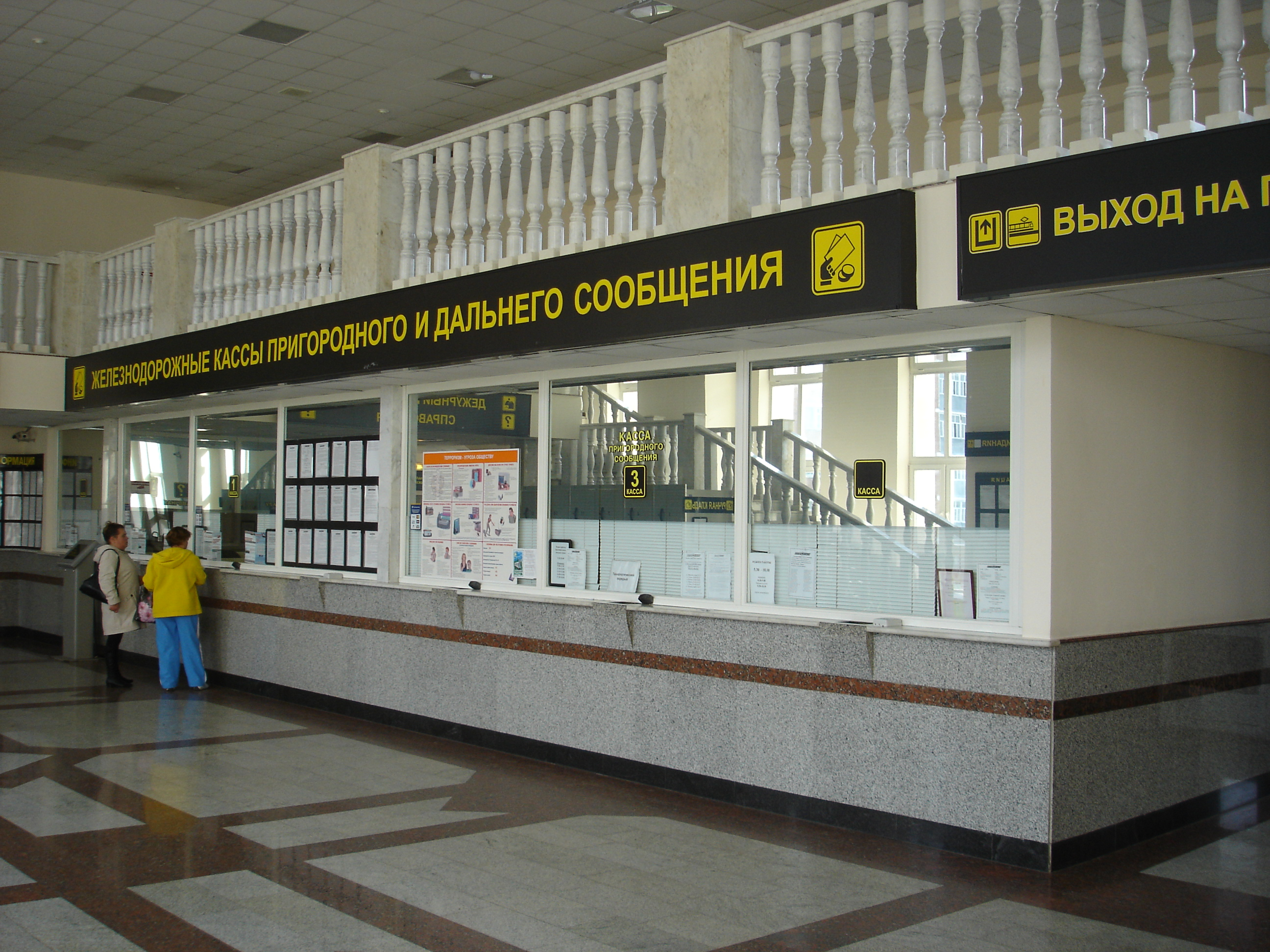
Каси вокзалу